# Emil Artin
Pour les articles homonymes, voir Artin.
Emil Artin (3 mars 1898 à Vienne, 20 décembre 1962 à Hambourg) est un mathématicien autrichien.

## Travaux
Il fait carrière en Allemagne (principalement à Hambourg) et émigre aux États-Unis en 1937.
Il fait partie des mathématiciens qui ont donné sa forme moderne à la théorie de Galois.
Il est également un des fondateurs de la théorie des tresses.
Il a résolu les neuvième et dix-septième problèmes de Hilbert.
Il a encadré plus de trente thèses, dont celles de Bernard Dwork, David Gilbarg (de), Serge Lang, John Tate, Hans Julius Zassenhaus, O. Timothy O'Meara et Max Zorn.
Emil Artin est le père du mathématicien américain Michael Artin.
Le prix Emil-Artin est décerné depuis 2001, en référence à ses origines arméniennes.